# Фёдоров, Юрий Павлович
Юрий Павлович Фёдоров (15 ноября 1937, Ленинград — 3 марта 2012, Санкт-Петербург) — советский и российский тренер по легкой атлетике, Заслуженный тренер СССР.

## Биография
Ученик легендарного заслуженного тренера — Виктора Алексеева. Выступал за ЛОМО, ДСО «Труд», ДСО «Зенит», СКА. Мастер спорта СССР (1957).
В 1959 году окончил факультет физического воспитания Ленинградского государственного педагогического института им. А. И. Герцена.
- 1956—1959 гг. — учитель физкультуры ленинградской школы № 137,
- 1959—1962 гг. — преподаватель кафедры физического воспитания в Ленинградском горном институте им. Плеханова,
- 1962—1976 гг. — преподаватель кафедры физического воспитания Ленинградского института приборостроения,
- 1976—1978 гг. — тренер ДЮСШ «Буревестник».
- С 1978 года — тренер ШВСМ. Тренер сборной команды Ленинграда,
- 1976—2010 гг. — тренер сборных команды СССР и России.

Подготовил Олимпийского чемпиона 1980 года Виктора Ращупкина (метание диска), бронзового призёра Олимпийских игр в Барселоне Игоря Никулина (метание молота), чемпиона Европы среди юниоров Евгения Бурина (метание диска).